# Byssolophis
Byssolophis — рід грибів родини Lophiostomataceae. Назва вперше опублікована 1931 року.

## Класифікація
До роду Byssolophis відносять 3 види:
- Byssolophis ampla
- Byssolophis byssiseda
- Byssolophis sphaerioides